# Yael Rom
Yael Rom (em hebraico:  יעל רום) (Tel Aviv, 1932 – Haifa, 24 de maio de 2006), née Yael Finkelstein, foi uma das primeiras mulheres pilotos da Força Aérea Israelense e a primeira treinada e certificada pela força. Ela foi co-piloto do C-47 líder no lançamento de paraquedistas no Passo de Mitla, que iniciou a Guerra de Suez em 1956.

## Biografia

### Carreira militar
Embora muitas vezes referida como a primeira mulher piloto da FAI, este não foi o caso. Yael foi uma das primeiras mulheres treinadas e certificadas pela força e a única a ingressar no serviço ativo.
Nascida em Tel Aviv em 1932, Yael Rom se formou no ensino médio em 1950 e logo foi convocada para o Corpo Juvenil das Forças de Defesa de Israel. Junto com outros 29 membros do corpo, ela passou nos exames de piloto da FAI e junto com outros seis cadetes continuou no curso básico de piloto, ao lado de Rina Levinson e Ruth Bokbinder, terminando em segundo lugar em sua classe. Inicialmente treinada na Stearman Kaydet, passou a pilotar aeronaves bimotores e foi certificada como instrutora de vôo. Ela recebeu suas asas em 27 de dezembro de 1951, graduando-se no 5º curso de voo da FAI. Ela foi então transferida de volta para o Corpo Juvenil para instruir futuros cadetes. Durante seis meses, ela solicitou às FDI que retornassem à Força Aérea, encontrando resistência considerável, antes que seu pedido fosse finalmente atendido. Em 1953, juntou-se às fileiras do 103º Esquadrão "Elefantes Voadores", que voava no Douglas C-47 Dakota.
Após sua dispensa das FDI, Yael continuou a voar como piloto reserva. Ela foi convocada em outubro de 1956 para participar da Operação Machbesh (Imprensa), o lançamento de paraquedistas israelenses que iniciou a Guerra de Suez. Yael foi o co-piloto do C-47 líder na formação de 16 aeronaves que lançou paraquedistas israelenses no Passo de Mitla. Ela passou o resto da guerra transportando suprimentos para as tropas no Sinai e evacuando os feridos. Yael estava a bordo da primeira aeronave a pousar em Sharm el-Sheik após sua captura pelas forças israelenses, e lançou paraquedistas em El-Tor em 3 de novembro.
Yael Rom aposentou-se do serviço de reserva em 1962, após o nascimento de sua primeira filha, embora inicialmente não tivesse relatado o nascimento para evitar a política das FDI de dispensar as mães. Ela encerrou sua carreira na FAI com 1.800 horas de vôo.

### Carreira civil

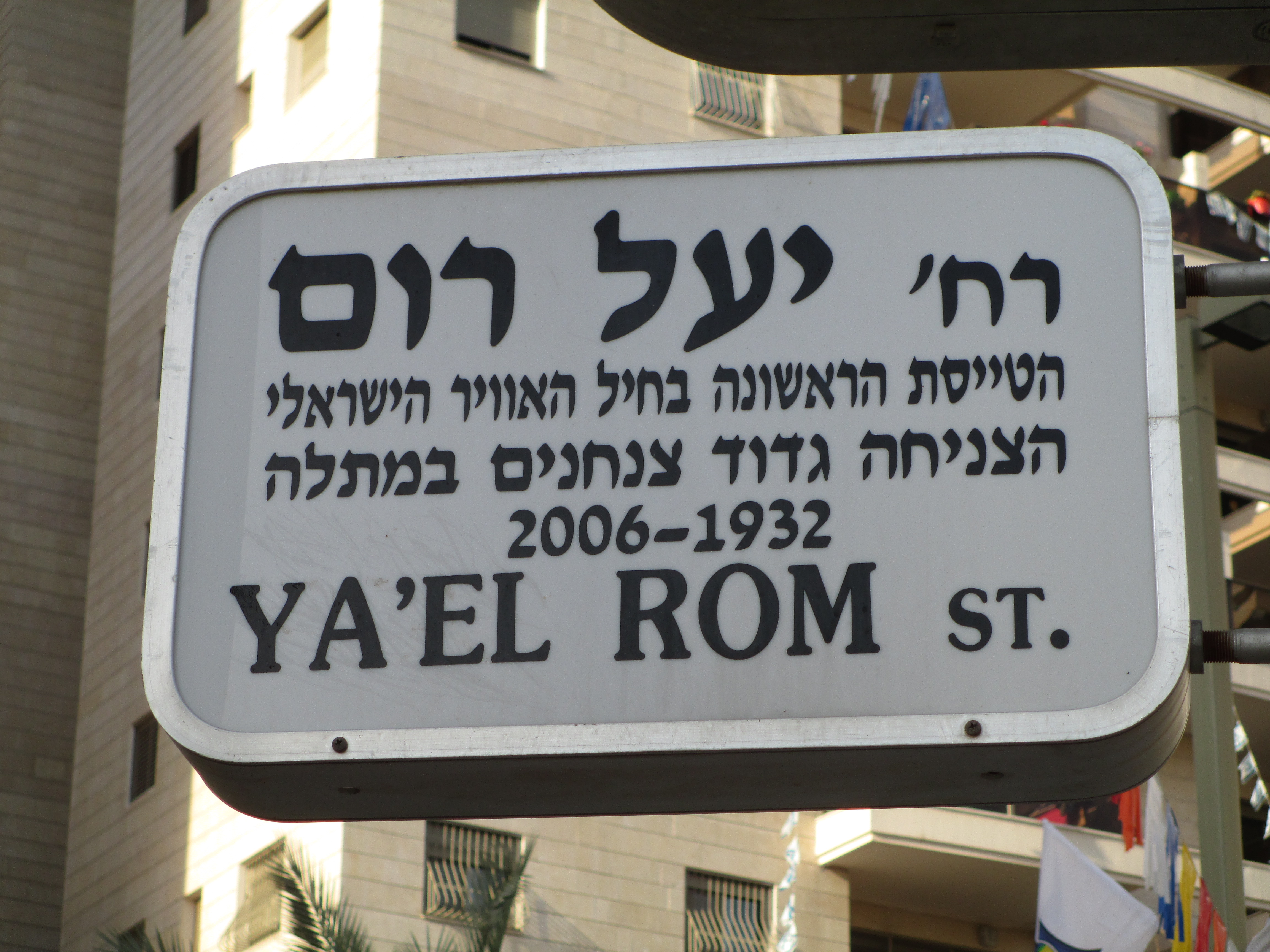
Rua Ya'el Rom em Petah Tikva.

Yael Rom se formou na Universidade Hebraica de Jerusalém em história e ciências políticas, bem como com certificado de professora. Em 1957 foi convidada para ingressar na Arkia Airlines, trabalhando como primeira oficial por três anos. Entre 1960 e 1982 trabalhou para o Instituto Tecnológico Technion em pesquisa educacional, consultoria e administração. Ela iniciou e desenvolveu uma unidade de apoio acadêmico a grupos sub-representados, como minorias e deficientes. Mais tarde, ela iniciou e desenvolveu o programa "Mulheres Jovens no Século XXI" da ORT, que incentiva mulheres jovens a seguirem carreiras na engenharia.
Em 1974, Yael estabeleceu o Conselho de Mulheres do gabinete do prefeito de Haifa. Embora membro de longa data do Likud, em 1983 concorreu ao cargo de prefeita de Haifa à frente de uma lista independente, ficando em segundo lugar com 17,9% dos votos.
Yael Rom, mãe de três filhos, era casada com Yosef Rom, professor de aeronáutica no Technion e ex-membro do Likud no Knesset. Ela morreu em Haifa, em 24 de maio de 2006. Em 26 de maio de 2008, a cidade de Petah Tikva nomeou uma rua local em sua homenagem, em cerimônia com a presença de familiares e membros do 103º Esquadrão.